# Observatorio sinóptico de superficie
Un observatorio meteorológico aeronáutico es un lugar desde el que se realiza, cifra y envía para su posterior estudio una observación sinóptica. Consta de una oficina y un jardín meteorológico.

## Oficina meteorológica
En la oficina se sitúan los aparatos necesarios para el cifrado, almacenamiento y envío de datos, el barómetro, el barógrafo y el anemocinemógrafo.

## Jardín meteorológico
En el jardín se encuentran el resto de aparatos, pluviómetro, pluviógrafo, heliógrafo, anemómetro, veleta, termómetros de subsuelo y mínima junto al suelo y abrigo meteorológico, en el que se guardan el psicrómetro, el evaporímetro Piché y el termohigrógrafo. Ocasionalmente se puede encontrar un tanque evaporimétrico.
La extensión del jardín suele ser de unos 9 m², de forma cuadrada. La colocación de los aparatos dentro del jardín se hace siguiendo los siguientes principios:
a) La puerta de la garita meteorológica debe estar orientada al norte en el hemisferio norte, y al sur en el hemisferio sur. De este modo evitamos que al abrirla los rayos del sol afecten a los aparatos, perturbando las medidas.
b) El heliógrafo se colocará mirando al sur en el hemisferio norte (al norte en el caso del hemisferio sur), y procurando que ningún aparato le haga sombra, para evitar la pérdida de datos.
c) Los medidores de viento, veleta y anemómetro, se colocan sobre un mástil a una altura de 10 metros. Se debe guardar una distancia de 10 metros con cualquier edificación u obstáculo (árboles, vallado, etc) Los aparatos se colocan sobre una guía, orientada en el eje norte-sur, y de forma que la veleta quede en el extremo norte y el anemómetro en el sur. 
d) El pluviómetro y pluviógrafo se colocarán en una zona despejada, evitando ser tapados por árboles.
e) Los termómetros de subsuelo y mínima junto al suelo se suelen colocar junto a la garita meteorológica.
- Datos: Q6048301